# Verín (comarca)
Verín è una comarca della Spagna, situata nella comunità autonoma di Galizia ed in particolare nella provincia di Ourense.